# سیارک ۴۶۴۲
سیارک ۴۶۴۲ (به انگلیسی: 4642 Murchie، نامگذاری:1990QG4) چهار هزار و ششصد و چهل و دومین سیارک کشف شده‌است که در ۲۳ اوت ۱۹۹۰ کشف شد.
قدر مطلق سیارک برابر ۱۲٫۱۰ است.